# Malta (Illinois)
Malta è un villaggio degli Stati Uniti d'America, situato nello Stato dell'Illinois, nella contea di DeKalb.